# Claude Eatherly
Claude Robert Eatherly (estado de Texas, 2 de octubre de 1918 ‑ Houston, 1 de julio de 1978)
fue un oficial de las Fuerzas Aéreas del Ejército de los Estados Unidos durante la Segunda Guerra Mundial (1939‑1945), y el piloto del avión de reconocimiento climático Straight Flush (B‑29) que apoyó el lanzamiento de la bomba atómica Little Boy sobre la población civil de la ciudad de Hiroshima (Japón) el 6 de agosto de 1945.
Después del fin de la Segunda Guerra Mundial y de su retirada de las Fuerzas Aéreas, Eatherly se dedicó a cometer delitos con el objeto de declararse culpable del bombardeo, de que se le viera como un delincuente y liberarse de su cargo de conciencia.
Debido a sus recurrentes delitos y juicios, Eatherly pasó gran parte de los años siguientes en el Hospital Psiquiátrico de Waco (en el estado de Texas), desde donde mantuvo correspondencia con el filósofo Günther Anders, quien propició la libertad de Eatherly. 